# ایلهوس
ایلهوس (به پرتغالی: Ilhéus) یک منطقهٔ مسکونی در برزیل است که در باهیا واقع شده‌است. ایلهوس ۱٬۵۸۸٫۵۵۵ کیلومتر مربع مساحت و ۱۶۴٬۸۴۴ نفر جمعیت دارد و ۵۲ متر بالاتر از سطح دریا واقع شده‌است.